# Emmett Brown
Doutor Emmett Lathrop "Dr." Brown, ou apenas Doutor Brown é um dos personagens principais da série de filmes Back to the Future (pt: Regresso ao Futuro; br: De volta para o Futuro), inventor da máquina do tempo construída num DeLorean. O personagem é interpretado pelo ator Christopher Lloyd.
A aparência e os maneirismos foram inspirados em Leopold Stokowski e Albert Einstein. Em 2020, Dr. Emmett Brown foi selecionado pela revista Empire como um dos 100 maiores personagens de todos os tempos, constando no 20º lugar do ranking.
Em 2010 e 2011 apareceu nos 5 capítulos do videojogo Back to the Future: The Game, e em 2014 apareceu no filme "A Million Ways to Die in the West" que se passa no Velho Oeste americano, fazendo crer que os dois filmes são no mesmo universo. Foi interpretado novamente por Christopher Lloyd no jogo e nesse filme. 